# Гойя (премия, 1998)
XII церемония вручения премии «Гойя» состоялась 31 января 1998 года. Ведущий — Эль Гран Вайоминг.

## Номинации

### Главные премии
| Лучший фильм | Лучший режиссёр |
| --- | --- |
| - Счастливая звезда / La Buena estrella - Мартин А. / Martín (Hache) - Секреты сердца / Secretos del corazón                                                                             | - Рикардо Франко — Счастливая звезда / La Buena estrella - Адольфо Аристараин — Мартин А. / Martín (Hache) - Мончо Армендарис — Секреты сердца / Secretos del corazón                                                                      |
| Лучший актёр | Лучшая актриса |
| - Антонио Ресинес — Счастливая звезда / La Buena estrella - Хавьер Бардем — Живая плоть / Carne trémula - Хорди Молья — Счастливая звезда / La Buena estrella                            | - Сесилия Рот — Мартин А. / Martín (Hache) - Хулия Гутьеррес Каба — Цвет облаков / El color de las nubes - Марибель Верду — Счастливая звезда / La Buena estrella                                                                          |
| Лучший актёр второго плана | Лучшая актриса второго плана |
| - Хосе Санчо — Живая плоть / Carne trémula - Антонио Валеро — Цвет облаков / El color de las nubes - Хуан Хесус Вальверде — Крысы / Las ratas                                            | - Charo López — Секреты сердца / Secretos del corazón - Ángela Molina — Живая плоть / Carne trémula - Vicky Peña — Секреты сердца / Secretos del corazón                                                                                   |
| Лучший оригинальный сценарий | Лучший адаптированный сценарий |
| - Счастливая звезда — Рикардо Франко и Анхелес Гонсалес Синде / La Buena estrella - Семья — Фернандо Леон Де Араноа / Familia - Секреты сердца — Мончо Армендарис / Secretos del corazón | - Горничная с «Титаника» — Жан-Луи Бенуа, Кука Канальс и Бигас Луна / La femme de chambre du Titanic - Актрисы — Хосеп Мария Бенет-и-Хорнет и Вентура Понс / Actrius - Боковые дороги — Игнасио Мартинес де Писон / Carreteras secundarias |
| Лучший мужской актёрский дебют | Лучший женский актёрский дебют |
| - Andoni Erburu — Секреты сердца / Secretos del corazón - Manuel Manquiña — Подушка с дурманом / Airbag - Фернандо Рамальо — Боковые дороги / Carreteras secundarias                     | - Исабель Ордас — Шевроле / Chevrolet - Паулина Гальвес — Портрет женщины с мужчиной на фоне / Retrato de mujer con hombre al fondo - Бланка Портильо — Цвет облаков / El color de las nubes                                               |
| Лучший иностранный фильм на испанском языке | Лучший европейский фильм |
| - Смерть в раю / Cenizas del Paraíso • Аргентина - Последний звонок / Última llamada • Мексика - Вертикальная любовь / Amor tropical • Куба                                              | - Мужской стриптиз / The Full Monty • Великобритания - Дело – труба / Brassed Off • Великобритания - Английский пациент / The English Patient • Великобритания                                                                             |
| Лучший режиссёрский дебют | Лучший мультипликационный фильм |
| - Фернандо Леон Де Араноа — Семья / Familia - Дэвид Алонсо и Фернандо Камара — Записки падшего ангела / Memorias del ángel caído - Мирейа Рос — Хохолок / La Moños                       | - Мегасоникс / Megasónicos |

### Другие номинанты
| Лучшая операторская работа | Лучший монтаж |
| --- | --- |
| - Цвет облаков — Хауме Перакаула / El color de las nubes - Горничная с «Титаника» — Патрик Блосье / La femme de chambre du Titanic - Эти зрелые женщины — Хосе Луис Алькайне / En brazos de la mujer madura                                                                                             | - Подушка с дурманом — Пабло Бланко / Airbag - Цвет облаков — Хосе Мария Биуррун / El color de las nubes - Секреты сердца — Росарио Сайнс де Росас / Secretos del corazón                                                                         |
| Лучшая работа художника | Лучший продюсер |
| - Секреты сердца — Феликс Мурсия / Secretos del corazón - Цвет облаков — Антонио Кортес / El color de las nubes - Эти зрелые женщины — Балтер Гэлларт и Хосеп Росель / En brazos de la mujer madura | - Пердита Дуранго — Хосе Луис Эсколар / Perdita Durango - Горничная с «Титаника» — Роберто Манни / La femme de chambre du Titanic - Территория команчей — Юсаф Бохари / Territorio Comanche                                                       |
| Лучший звук | Лучшие спецэффекты |
| - Секреты сердца — Альфонсо Пино, Бела Мария Да Коста и Gilles Ortion / Secretos del corazón - Время счастья — Дэниэл Голдштейн, Рикардо Стейнберг и Эдуардо Фернандез / El tiempo de la felicidad - Мартин А. — Дэниэл Голдштейн, Рикардо Стейнберг, Карлос Гарридо и Анхель Галлардо / Martín (Hache) | - Подушка с дурманом — Хуан Молина / Airbag - Горничная с «Титаника» — Роберто Риччи / La femme de chambre du Titanic - Территория команчей — Реес Абадес и Эмилио Руиз / Territorio Comanche                                                     |
| Лучшие костюмы | Лучший грим |
| - Горничная с «Титаника» — Франка Скуарчапино / La femme de chambre du Titanic - Пердита Дуранго — Мария Эстела Фернандес и Гленн Ралстон / Perdita Durango - Исчезновение Гарсиа Лорка — Леон Ревуэльта / The Disappearance of Garcia Lorca                                                            | - Пердита Дуранго — Хосе Кетглас и Мерседес Гийо / Perdita Durango - Исчезновение Гарсиа Лорка — Мигель Сесе и Франциска Гийо / The Disappearance of Garcia Lorca - Лёгкое ранение — Кристобаль Криаду и Алисия Лопез Медина / La herida luminosa |
| Лучший короткометражный фильм | Best Original Score |
| - Охотники / Cazadores - Чемпионы / Campeones - В глуши / En medio de ninguna parte - Привет, мама / Hola mamá - Пасайя / Pasaia | - Счастливая звезда — Эва Ханседо / La Buena estrella - Пердита Дуранго — Саймон Босуэлл / Perdita Durango - Тик-Так — Хосе Мануэль Паган / Tic Tac                                                                                               |

## Премия «Гойя» за заслуги
- Рафаэль Аскона